# Phacodes longicollis
Phacodes longicollis är en skalbaggsart som beskrevs av Francis Polkinghorne Pascoe 1871. Phacodes longicollis ingår i släktet Phacodes och familjen långhorningar. Inga underarter finns listade i Catalogue of Life.